# Liste der denkmalgeschützten Objekte in Japons
Die Liste der denkmalgeschützten Objekte in Japons enthält die 6 denkmalgeschützten, unbeweglichen Objekte der niederösterreichischen Gemeinde Japons.

## Denkmäler
| Foto  |                 | Denkmal                                                                                 | Standort                                      | Beschreibung | Metadaten |
| ----- | --------------- | --------------------------------------------------------------------------------------- | --------------------------------------------- | --- | --- |
| ja    | Datei hochladen | Pfarrhof HERIS-ID: 49967 Objekt-ID: 54363                                               | Japons 1 Standort KG: Japons                  | Der Pfarrhof von Japons hat ein barockes, rundbogiges Einfahrtstor, von Pilastern gerahmt, mit geschwungenem, kräftig profiliertem Giebel, seitlichen Büsten und Schmuckvase, das im Giebel mit 1715 bezeichnet ist. Innen sind Stuckaturen aus dem zweiten Viertel des 18. Jahrhunderts zu sehen. Das Wirtschaftsgebäude verfügt über eine flachbogige Einfahrt. | BDA-Hist.: Q38037209 Status: § 2a Stand der BDA-Liste: 2025-06-30 Name: Pfarrhof GstNr.: 3/1                                                                      |
| ja    | Datei hochladen | Figurenbildstock Gnadenstuhl HERIS-ID: 61619 Objekt-ID: 74042                           | Japons 1, in der Nähe Standort KG: Japons     | | BDA-Hist.: Q38096621 Status: § 2a Stand der BDA-Liste: 2025-06-30 Name: Figurenbildstock Gnadenstuhl GstNr.: 2/2                                                  |
| ja    | Datei hochladen | Kath. Pfarrkirche hl. Laurenz und Friedhof HERIS-ID: 49968 Objekt-ID: 54366             | neben Japons 54 Standort KG: Japons           | Die Pfarrkirche hl. Laurenz in Japons ist ein weithin sichtbarer, schlichter, barocker Bau mit gotischen Bauteilen am ehemals zweijochigen Chor, mit Fünfachtelschluss und Ostturm. Sie ist von einem Friedhof und einer ausgedehnten Mauer umgeben. Der schlichte Bau aus dem dritten Viertel des 18. Jahrhunderts verfügt über eine lisenengegliederte Ortsteinquaderung und Segmentbogenfenster. Im Westen ist die Kirche durch ein profiliertes Rechteckportal zugänglich. Der Chor hat einen eingezogenen, rundbogigen Schluss, Strebepfeiler und ein Pultdach mit Wasserschlag. Nördlich liegt eine Kapelle mit rundbogigem Schluss von 1879. Der dreigeschoßige Turm zeigt eine Ortsteinquaderung, im Obergeschoß Doppellisenen, rundbogige Schallfenster, ein profiliertes Uhrengiebelgesims und einen neobarocken Zwiebelhelm. | BDA-Hist.: Q38037221 Status: § 2a Stand der BDA-Liste: 2025-06-30 Name: Kath. Pfarrkirche hl. Laurenz und Friedhof GstNr.: 1, 2/2 Pfarrkirche hl. Laurenz, Japons |
| ja BW | Datei hochladen | Bildstock HERIS-ID: 61621 Objekt-ID: 74044                                              | bei Japons 64 Standort KG: Japons             | Vor dem Amtshaus von Japons befindet sich ein abgefaster Pfeiler aus dem 17. Jahrhundert, der von einem Tabernakelaufsatz aus dem 19. Jahrhundert bekrönt wird. Das von Restaurator Hubert Bauer aus Krems gemalte Bild, das im Tabernakel zu sehen ist, zeigt Rochus von Montpellier, den Schutzpatron der Pestkranken. Der Bildstock wurde 2012 restauriert. | BDA-Hist.: Q38096633 Status: § 2a Stand der BDA-Liste: 2025-06-30 Name: Bildstock GstNr.: 585/9 Pestsäule Japons                                                  |
| ja    | Datei hochladen | Figurenbildstock hl. Johannes Nepomuk HERIS-ID: 61624 Objekt-ID: 74047 marterl.at: 5321 | Standort KG: Wenjapons                        | An der Straße von Wenjapons nach Trabenreith steht die Statue aus dem dritten Viertel des 18. Jahrhunderts. | BDA-Hist.: Q105645916 Status: § 2a Stand der BDA-Liste: 2025-06-30 Name: Figurenbildstock hl. Johannes Nepomuk GstNr.: 298 Statue of John of Nepomuk, Wenjapons   |
| ja    | Datei hochladen | Ortskapelle Wenjapons HERIS-ID: 50821 Objekt-ID: 56205                                  | gegenüber Wenjapons 10 Standort KG: Wenjapons | Die um 1800 errichtete Ortskapelle hat einen an der Westseite liegenden Dachreiter mit Zwiebelhelm, eine etwas eingezogene Rundapsis und Rundbogenfenster. Innen hat sie ein Platzlgewölbe auf Wandpfeilern mit profilierten Kämpfern und eine Apsiskalotte. | BDA-Hist.: Q38042366 Status: § 2a Stand der BDA-Liste: 2025-06-30 Name: Ortskapelle Wenjapons GstNr.: 47 Ortskapelle Wenjapons                                    |